# Copa do Mundo FIFA de Futebol de Areia de 2025
A Copa do Mundo FIFA de Futebol de Areia de 2025 foi a vigésima terceira edição da principal competição desse esporte, sendo a décima terceira organizada pela Federação Internacional de Futebol (FIFA). O evento foi realizado em Vitória, nas Seicheles entre os dias 1 e 11 de maio. Esta foi a primeira vez que Seicheles sediou um torneio da FIFA, e a primeira edição do torneio sediada na África.
O Brasil conquistou o bicampeonato da competição, sendo o sétimo título desde que a competição passou a ser organizada pela FIFA e o 16.º no geral, ao vencer a Bielorrússia na final por 4–3.

## Candidatura
O cronograma de licitação original para determinar os anfitriões era o seguinte:
- 6 de outubro de 2021 – FIFA abre processo licitatório.
- 29 de outubro de 2021 – Prazo final para as associações nacionais declararem interesse em sediar a FIFA.
- 1º de novembro de 2021 – A FIFA distribui documentos detalhando a campanha de inscrição e as condições de participação para as associações licitantes analisarem.
- 26 de novembro de 2021 – Prazo final para as associações reafirmarem suas intenções de licitação, concordando com os termos dos documentos.
- 30 de janeiro de 2022 – Prazo final para as nações prepararem e enviarem seus pacotes completos de licitações para serem avaliados pela FIFA.
- 31 de março de 2022 – Anfitriões anunciados pela FIFA.

Em 8 de dezembro de 2021, a FIFA revelou que cinco associações haviam confirmado suas intenções de licitação:
- Bahrein
- Colômbia
- Emirados Árabes Unidos
- Seicheles
- Tailândia

Em 14 de fevereiro de 2022, a FIFA anunciou que três das cinco federações tinham apresentado candidaturas até à fase final do processo, com a retirada da Colômbia e da Tailândia.
A confirmação da concessão dos direitos de hospedagem deveria ser anunciada na reunião do conselho da FIFA em Doha, no Catar, em 31 de março de 2022. No entanto, nenhum anúncio foi feito; deveria então ser concedido em sua reunião em Auckland, Nova Zelândia, em 22 de outubro de 2022, mas foi anunciado na reunião que a decisão havia sido adiada novamente até uma reunião subsequente do conselho. Os Emirados Árabes Unidos receberam os direitos de sede do torneio de 2023, enquanto as Seychelles foram premiadas para a edição de 2025 em 16 de dezembro de 2022.

## Seleções qualificadas
Um total de 16 seleções se qualificaram para o torneio final, sendo que a nação anfitriã, as Seicheles, tinha vaga garantida automaticamente. As demais 15 seleções advieram de torneios continentais realizados pelas seis confederações do futebol associadas à FIFA.
Nota: As estatísticas de aparição abaixo referem-se apenas à era FIFA das copas do mundo de futebol de areia (desde 2005).
| Confederação                                  | Torneio qualificatório                | Seleção      | Aparição | Última | Melhor resultado anterior                      |
| --------------------------------------------- | ------------------------------------- | ------------ | -------- | ------ | ---------------------------------------------- |
| AFC (Ásia)                                    | Copa da Ásia de 2025                  | Irã          | 9ª       | 2024   | Terceiro Lugar (2017, 2024)                    |
| AFC (Ásia)                                    | Copa da Ásia de 2025                  | Omã          | 6ª       | 2024   | Fase de Grupos (2011, 2015, 2019, 2021 e 2024) |
| AFC (Ásia)                                    | Copa da Ásia de 2025                  | Japão        | 13ª      | 2024   | Vice-Campeão (2021)                            |
| CAF (África)                                  | País sede                             | Seicheles    | 1ª       | —      | Estreante                                      |
| CAF (África)                                  | Campeonato Africano de Nações de 2024 | Mauritânia   | 1ª       | —      | Estreante                                      |
| CAF (África)                                  | Campeonato Africano de Nações de 2024 | Senegal      | 10ª      | 2024   | Quarto lugar (2021)                            |
| CONCACAF (América do Norte, Central e Caribe) | Campeonato da CONCACAF de 2025        | El Salvador  | 6ª       | 2021   | Quarto Lugar (2011)                            |
| CONCACAF (América do Norte, Central e Caribe) | Campeonato da CONCACAF de 2025        | Guatemala    | 1ª       | —      | Estreante                                      |
| CONMEBOL (América do Sul)                     | Copa América de 2025                  | Brasil       | 12ª      | 2024   | Campeão (2006, 2007, 2008, 2009, 2017 e 2024)  |
| CONMEBOL (América do Sul)                     | Copa América de 2025                  | Chile        | 1ª       | —      | Estreante                                      |
| CONMEBOL (América do Sul)                     | Copa América de 2025                  | Paraguai     | 6ª       | 2021   | Quartas de final (2017)                        |
| OFC (Oceania)                                 | Copa das Nações da OFC de 2025        | Taiti        | 8ª       | 2024   | Vice-campeão (2015 e 2017)                     |
| UEFA (Europa)                                 | Eliminatórias da UEFA                 | Bielorrússia | 4ª       | 2024   | Quarto lugar (2024)                            |
| UEFA (Europa)                                 | Eliminatórias da UEFA                 | Espanha      | 10ª      | 2024   | Vice-campeão (2013)                            |
| UEFA (Europa)                                 | Eliminatórias da UEFA                 | Portugal     | 12ª      | 2024   | Campeão (2015 e 2019)                          |
| UEFA (Europa)                                 | Eliminatórias da UEFA                 | Itália       | 10ª      | 2024   | Vice-campeão (2008, 2019 e 2024)               |

## Árbitros
Esta é a lista de árbitros que atuaram na Copa do Mundo de Futebol de Areia de 2025:[carece de fontes?]
| Árbitros                                                                       |     |
| AFC                                                                            | AFC |
| ------------------------------------------------------------------------------ | --- |
| OMA Fallah Al Balushi UAE Ibrahim Alraeesi JPN Yuichi Hatano UZB Nayim Kosimov |     |
| CAF                                                                            |     |
| TUN Hamdi Bchir BDI Ramadhani Ndayisaba MRI Louis Siave                        |     |
| CONCACAF                                                                       |     |
| DOM Juan Ángeles SLV Gonzalo Carballo PAN Jorge Tuñon                          |     |
| OFC                                                                            |     |
| TAH Aurélien Planchais-Godefroy                                                |     |

| CONMEBOL | CONMEBOL |
| --- | -------- |
| BRA Lucas Estevão URU Aecio Fernández COL Jorge Gómez PER Micke Palomino ARG Mariano Romo                                                                                    |          |
| UEFA |          |
| ITA Saverio Bottalico FRA Matthieu Dor POR Sérgio Gomes Soares LTU Vitalij Gomolko ESP Alejandro Ojaos Valera POL Łukasz Ostrowski TUR Özcan Sultanoğlu BUL Vladimir Tashkov |          |

## Sorteio
O sorteio dos grupos ocorreu em 4 de abril de 2025 em Vitória, às 19:00 locais (UTC+4). As 16 equipes foram divididas em quatro grupos de quatro equipes, com o anfitrião automaticamente classificado para o Pote 1 e colocado na primeira posição do Grupo A, enquanto as equipes restantes foram classificadas em seus respectivos potes com base em seus resultados nas últimas cinco edições (torneios mais recentes com maior peso), com pontos de bônus concedidos aos campeões das confederações. Equipes da mesma confederação não poderiam se enfrentar na primeira fase.
| Pote 1                                                      | Pote 2                           | Pote 3                                    | Pote 4                                         |
| ----------------------------------------------------------- | -------------------------------- | ----------------------------------------- | ---------------------------------------------- |
| - Seicheles (como A1) - Brasil (como D1) - Portugal - Taiti | - Japão - Itália - Irã - Senegal | - Bielorrússia - Omã - Paraguai - Espanha | - El Salvador - Chile - Mauritânia - Guatemala |

## Fase de grupos
Na fase de grupos, se uma partida terminasse empatada ao final do tempo normal de jogo, uma prorrogação seria disputada (um período de três minutos) seguida, se necessário, de chutes na marca de pênalti para determinar o vencedor. Cada equipe ganha três pontos por vitória no tempo regulamentar, dois pontos por vitória na prorrogação, um ponto por vitória na disputa de pênaltis e nenhum ponto por derrota. As duas primeiras equipes de cada grupo avançam para as quartas de final.
Critérios de desempate
As classificações das equipes em cada grupo são determinadas da seguinte forma:
1. Pontos obtidos em todas as partidas do grupo;
2. Diferença de gols em todos os jogos do grupo;
3. Número de gols marcados em todas as partidas do grupo;

Se duas ou mais equipes terminarem empatadas com base nos três critérios acima, suas classificações serão determinadas da seguinte forma:
1. Pontos obtidos nas partidas do grupo entre as equipes em questão;
2. Diferença de gols nas partidas do grupo entre as equipes em questão;
3. Número de gols marcados nas partidas do grupo entre as equipes em questão;
pontos de fair play em todas as partidas do grupo;
  - Cartão amarelo: −1 ponto;
  - Cartão vermelho indireto (segundo cartão amarelo): −3 pontos;
  - Cartão vermelho direto: −4 pontos;
  - Cartão amarelo e cartão vermelho direto: −5 pontos;

1. Sorteio pelo Comitê Organizador da FIFA.

|  | Equipes classificadas às quartas de final |

Todas as partidas seguem o fuso horário local (UTC+4).

### Grupo A
| Seleção      | P | J | V | V+ | VP | D | GP | GC | SG  |
| ------------ | - | - | - | -- | -- | - | -- | -- | --- |
| Bielorrússia | 9 | 3 | 3 | 0  | 0  | 0 | 24 | 9  | +15 |
| Japão        | 6 | 3 | 2 | 0  | 0  | 1 | 19 | 10 | +9  |
| Guatemala    | 3 | 3 | 1 | 0  | 0  | 2 | 9  | 21 | –12 |
| Seicheles    | 0 | 3 | 0 | 0  | 0  | 3 | 8  | 20 | –12 |

| 1 de maio | Guatemala                     | 2 – 6                             | Japão                                                                | Paradise Arena, Vitória                      |
| 15:00     | Marroquín 2' · M. González 2' | Relatório (BSWW) Relatório (FIFA) | Tsuboya 2', 35' · Matsuda 11' · Furusato 28' · Akaguma 29' · Ozu 32' | Público: 1 003 Árbitro: TUR Özcan Sultanoğlu |

| 1 de maio | Seicheles                                  | 3 – 6                             | Bielorrússia                                                     | Paradise Arena, Vitória                      |
| 19:00     | De Ketelaere 5' · Labrosse 21' · Amade 22' | Relatório (BSWW) Relatório (FIFA) | Drozd 11', 14', 22' · Ryabko 15' · Bryshtel 32' · Chaikouski 35' | Público: 3 572 Árbitro: SLV Gonzalo Carballo |

| 3 de maio | Japão                          | 3 – 6                             | Bielorrússia                                                     | Paradise Arena, Vitória                 |
| 15:00     | Suzuki 16' · Oba 26' · Ozu 29' | Relatório (BSWW) Relatório (FIFA) | Novikau 6', 19', 23' · Hapon 21' · Bokach 26' (pen.) · Drozd 35' | Público: 1 041 Árbitro: TUN Hamdi Bchir |

| 3 de maio | Seicheles                                | 3 – 4                             | Guatemala                    | Paradise Arena, Vitória                       |
| 19:00     | Labrosse 4' · De Ketelaere 6' · Amade 9' | Relatório (BSWW) Relatório (FIFA) | M. González 8', 9', 11', 25' | Público: 3 572 Árbitro: OMA Fallah Al Balushi |

| 5 de maio | Bielorrússia                                                                                           | 12 – 3                            | Guatemala                                    | Paradise Arena, Vitória               |
| 15:00     | Hapon 6' · Ryabko 12', 16', 32', 33' · Bryshtel 14', 24', 27', 31' · Ustsinovich 20' · Bokach 22', 26' | Relatório (BSWW) Relatório (FIFA) | Crocker 27' · Montepeque 28' · Marroquín 30' | Público: 795 Árbitro: MRI Louis Siave |

| 5 de maio | Japão                                                                                                   | 10 – 2                            | Seicheles     | Paradise Arena, Vitória                       |
| 19:00     | Oba 10', 26' · Akaguma 12', 14', 17', 34' · Eguro 19' · Tsuboya 19' · Matsumoto 23' (pen.) · Suzuki 24' | Relatório (BSWW) Relatório (FIFA) | Bibi 11', 16' | Público: 3 572 Árbitro: ITA Saverio Bottalico |

### Grupo B
| Seleção    | P | J | V | V+ | VP | D | GP | GC | SG |
| ---------- | - | - | - | -- | -- | - | -- | -- | -- |
| Portugal   | 9 | 3 | 3 | 0  | 0  | 0 | 26 | 18 | +8 |
| Irã        | 6 | 3 | 2 | 0  | 0  | 1 | 15 | 12 | +3 |
| Paraguai   | 3 | 3 | 1 | 0  | 0  | 2 | 19 | 21 | –2 |
| Mauritânia | 0 | 3 | 0 | 0  | 0  | 3 | 13 | 22 | –9 |

| 1 de maio | Mauritânia                        | 4 – 5                             | Irã                                       | Paradise Arena, Vitória                     |
| 16:30     | Belkheir 9', 20', 35' · Bilal 33' | Relatório (BSWW) Relatório (FIFA) | Mirshekari 5' · Mohammadpour 7' · Shir 9' | Público: 1 272 Árbitro: LTU Vitalij Gomolko |

| 1 de maio | Portugal | 11 – 9                            | Paraguai | Paradise Arena, Vitória                   |
| 20:30     | Coimbra 2' · Brilhante 4' · Pintado 4', 16', 27' · Lourenço 9', 14' · L. Martins 16' (pen.) · B. Martins 25', 27', 31' (pen.) | Relatório (BSWW) Relatório (FIFA) | Carballo 4' · V. Benítez 10' · Y. Rolón 19' · N. Medina 29' · Barrios 33', 34' · J. Rolón 33' · Martínez 36', 36' | Público: 2 825 Árbitro: JPN Yuichi Hatano |

| 3 de maio | Paraguai      | 1 – 5                             | Irã                                                                 | Paradise Arena, Vitória                      |
| 16:30     | M. Medina 20' | Relatório (BSWW) Relatório (FIFA) | Mohammadpour 2' · Mirjalili 4' · Nazem 23' · Shir 30' · Masoumi 36' | Público: 1 237 Árbitro: BUL Vladimir Tashkov |

| 3 de maio | Mauritânia                                      | 4 – 8                             | Portugal                                                                                            | Paradise Arena, Vitória                                 |
| 20:30     | A. Bilal 12' · H. Salem 22', 35' · Belkheir 36' | Relatório (BSWW) Relatório (FIFA) | P. Mano 6' · Tim 11' · Jordan 14' · L. Martins 15' · Lourenço 18', 23' · Pintado 19' · B. Lopes 22' | Público: 3 319 Árbitro: TAH Aurélien Planchais-Godefroy |

| 5 de maio | Paraguai | 9 – 5                             | Mauritânia                                     | Paradise Arena, Vitória                     |
| 16:30     | Ovelar 4' · V. Benítez 5', 34' · N. Medina 21', 32' · M. Medina 25' · Martínez 28' · J. Benítez 29' (pen.) · Barrios 35' | Relatório (BSWW) Relatório (FIFA) | Bilal 4' · Belkheir 12', 18', 34' · Diallo 27' | Público: 1 006 Árbitro: ESP Alejandro Ojaos |

| 5 de maio | Irã                                                              | 5 – 7                             | Portugal                                                                                | Paradise Arena, Vitória                  |
| 20:30     | Nazarzadeh 3', 33' · Amiri 11' · Mokhtari 26' · Mohammadpour 33' | Relatório (BSWW) Relatório (FIFA) | Lourenço 10', 18' · Coimbra 15' · Jordan 15' · B. Martins 20', 25' · Pintado 30' (pen.) | Público: 3 289 Árbitro: ARG Mariano Romo |

### Grupo C
| Seleção | P | J | V | V+ | VP | D | GP | GC | SG  |
| ------- | - | - | - | -- | -- | - | -- | -- | --- |
| Senegal | 9 | 3 | 3 | 0  | 0  | 0 | 17 | 7  | +10 |
| Espanha | 6 | 3 | 2 | 0  | 0  | 1 | 12 | 10 | +2  |
| Chile   | 3 | 3 | 1 | 0  | 0  | 2 | 12 | 17 | –5  |
| Taiti   | 0 | 3 | 0 | 0  | 0  | 3 | 13 | 20 | –7  |

| 2 de maio | Chile                                                                             | 7 – 6                             | Taiti                                                    | Paradise Arena, Vitória                       |
| 16:30     | Albuerno 3' · San Martín 8' · Tobar 15' · Durán 18' · Opazo 22', 34' · Bacian 23' | Relatório (BSWW) Relatório (FIFA) | Salem 4', 7', 17' · Tinirauarii 18', 35' · Terorotua 35' | Público: 958 Árbitro: BDI Ramadhani Ndayisaba |

| 2 de maio | Espanha     | 1 – 4                             | Senegal                                      | Paradise Arena, Vitória                     |
| 20:30     | Antonio 31' | Relatório (BSWW) Relatório (FIFA) | Thiaw 2' · Ndiaye 13' · Fall 27' · Sylla 31' | Público: 3 373 Árbitro: URU Aecio Fernández |

| 4 de maio | Taiti                                 | 3 – 6                             | Senegal                                                       | Paradise Arena, Vitória                     |
| 16:30     | Taiarui 7' · Chan-Kat 12' · Paama 14' | Relatório (BSWW) Relatório (FIFA) | Sylla 3', 33' · Mam. Diagne 19', 35' · Gadiaga 23' · Faye 29' | Público: 2 018 Árbitro: LTU Vitalij Gomolko |

| 4 de maio | Espanha                              | 4 – 2                             | Chile                     | Paradise Arena, Vitória                 |
| 20:30     | Batis 4', 28' · Chiky 6' · Kuman 10' | Relatório (BSWW) Relatório (FIFA) | San Martín 6' · Araya 36' | Público: 3 355 Árbitro: PAN Jorge Tuñon |

| 6 de maio | Senegal                                                                 | 7 – 3                             | Chile                           | Paradise Arena, Vitória                      |
| 16:30     | Man. Diagne 2', 21' · Fall 8', 17' · Diatta 14', 35' · Thiaw 33' (pen.) | Relatório (BSWW) Relatório (FIFA) | Tobar 15', 33' · San Martín 34' | Público: 1 787 Árbitro: BUL Vladimir Tashkov |

| 6 de maio | Taiti                                                 | 3 – 8                             | Espanha                                                                                  | Paradise Arena, Vitória                 |
| 20:30     | Tinirauarii 20' (pen.) · Chiky 21' (g.c.) · Salem 36' | Relatório (BSWW) Relatório (FIFA) | Saghdani 23', 27' · D. Ardil 19' · Batis 20', 29' · Juanmi 21' · Chiky 21' · Galindo 36' | Público: 3 307 Árbitro: COL Jorge Gómez |

### Grupo D
| Seleção     | P | J | V | V+ | VP | D | GP | GC | SG  |
| ----------- | - | - | - | -- | -- | - | -- | -- | --- |
| Brasil      | 9 | 3 | 3 | 0  | 0  | 0 | 16 | 3  | +13 |
| Itália      | 6 | 3 | 2 | 0  | 0  | 1 | 13 | 6  | +7  |
| Omã         | 1 | 3 | 0 | 0  | 1  | 2 | 9  | 22 | –13 |
| El Salvador | 0 | 3 | 0 | 0  | 0  | 3 | 5  | 12 | –7  |

| 2 de maio | Itália                                                                               | 7 – 4                             | Omã                                                       | Paradise Arena, Vitória                |
| 15:00     | Fazzini 1' · Zurlo 5' · Bertacca 17' · Genovali 19' · Remedi 30' · Gentilin 31', 32' | Relatório (BSWW) Relatório (FIFA) | Al Bulushi 9' · Al Muraiki 10', 31' · Musa. Al Araimi 24' | Público: 802 Árbitro: ARG Mariano Romo |

| 2 de maio | Brasil                               | 3 – 1                             | El Salvador | Paradise Arena, Vitória                      |
| 19:00     | Rodrigo 6' · Thanger 27' · Lucão 29' | Relatório (BSWW) Relatório (FIFA) | Ramos 13'   | Público: 3 184 Árbitro: UAE Ibrahim Alraeesi |

| 4 de maio | Omã                                                                            | 4 – 4 (pro)                       | El Salvador                                               | Paradise Arena, Vitória                         |
| 15:00     | Musa. Al Araimi 1' · Al Muraiki 20' (pen.) · S. Al Oraimi 30' · Al Bulushi 34' | Relatório (BSWW) Relatório (FIFA) | Cerna 8' · Batres 18' · Castro 24' (pen.) · Velásquez 30' | Público: 1 449 Árbitro: POR Sérgio Gomes Soares |

|                                                                                        |       | Penalidades                                       |  |
| Al Zadjali A. Al Owaisi Musa. Al Araimi Al Muraiki Mush. Al Araimi Al Bulushi Al Sauti | 7 – 6 | Velásquez Ruiz Ramos Castro González Cerna Robles |  |

| 4 de maio | Brasil              | 2 – 1                             | Itália      | Paradise Arena, Vitória                      |
| 19:00     | Mauricinho 11', 33' | Relatório (BSWW) Relatório (FIFA) | Fazzini 14' | Público: 3 572 Árbitro: POL Łukasz Ostrowski |

| 6 de maio | El Salvador | 0 – 5                             | Itália                                                                   | Paradise Arena, Vitória                   |
| 15:00     |             | Relatório (BSWW) Relatório (FIFA) | Genovali 9', 21' (pen.) · Bertacca 12' · Gentilin 24' (pen.) · Zurlo 30' | Público: 1 318 Árbitro: UZB Nayim Kosimov |

| 6 de maio | Omã            | 1 – 11                            | Brasil | Paradise Arena, Vitória                  |
| 19:00     | Al Bulushi 33' | Relatório (BSWW) Relatório (FIFA) | Edson Hulk 2' · Rodrigo 2' · Thanger 4' · Brendo 10', 30' · Benjamin Jr. 25', 36' · Catarino 25', 34', 36' · Mauricinho 35' | Público: 3 484 Árbitro: DOM Juan Ángeles |

## Fase final
|  | Quartas de final | Quartas de final |              |          | Semifinais     | Semifinais     |  |  | Final      | Final |
|  |                  |                  |              |          |                |                |  |  |            |       |
|  | 8 de maio        |                  |              |          |                |                |  |  |            |       |
|  |                  |                  |              |          |                |                |  |  |            |       |
|  | Bielorrússia     | 4                |              |          |                |                |  |  |            |       |
|  | Bielorrússia     | 4                | 10 de maio   |          |                |                |  |  |            |       |
|  | Irã              | 3                |              |          |                |                |  |  |            |       |
|  | Irã              | 3                | Bielorrússia | 5        |                |                |  |  |            |       |
|  | 8 de maio        |                  | Bielorrússia | 5        |                |                |  |  |            |       |
|  |                  | Senegal          | 2            |          |                |                |  |  |            |       |
|  | Senegal (pro)    | Senegal          | 2            | 4        |                |                |  |  |            |       |
|  | Senegal (pro)    |                  | 11 de maio   | 4        |                |                |  |  |            |       |
|  | Itália           | 3                |              |          |                |                |  |  |            |       |
|  | Itália           | 3                | Bielorrússia | 3        |                |                |  |  |            |       |
|  | 8 de maio        |                  | Bielorrússia | 3        |                |                |  |  |            |       |
|  |                  | Brasil           | 4            |          |                |                |  |  |            |       |
|  | Portugal         | Brasil           | 4            | 7        |                |                |  |  |            |       |
|  | Portugal         | 10 de maio       |              | 7        |                |                |  |  |            |       |
|  | Japão            | 6                |              |          |                |                |  |  |            |       |
|  | Japão            | 6                | Portugal     | 2        | Terceiro lugar | Terceiro lugar |  |  |            |       |
|  | 8 de maio        |                  | Portugal     | 2        | Terceiro lugar | Terceiro lugar |  |  |            |       |
|  |                  | Brasil           | 4            |          |                |                |  |  |            |       |
|  | Brasil           | Brasil           | 4            | 6        | Senegal        | 2              |  |  |            |       |
|  | Brasil           |                  |              | 6        | Senegal        | 2              |  |  |            |       |
|  | Espanha          | 0                |              | Portugal | 3              |                |  |  |            |       |
|  | Espanha          | 0                |              |          | 3              |                |  |  |            |       |
|  |                  |                  |              |          |                |                |  |  | 11 de maio |       |
|  |                  |                  |              |          |                |                |  |  |            |       |

### Quartas de final
| 8 de maio | Bielorrússia                                           | 4 – 3                             | Irã                                 | Paradise Arena, Vitória                         |
| 15:00     | Bryshtel 18' (pen.), 27' · Hardzetski 27' · Ryabko 29' | Relatório (BSWW) Relatório (FIFA) | Masoumi 12', 32' · Mohammadpour 36' | Público: 1 512 Árbitro: POR Sérgio Gomes Soares |

| 8 de maio | Portugal                                                               | 7 – 6                             | Japão                                                        | Paradise Arena, Vitória                      |
| 16:30     | Jordan 3', 30', 34' · Pintado 7', 35' · Brilhante 24' · B. Martins 26' | Relatório (BSWW) Relatório (FIFA) | Suzuki 6' · Oba 18' · Matsuda 28' · Kawai 30' · Ozu 30', 34' | Público: 2 442 Árbitro: BUL Vladimir Tashkov |

| 8 de maio | Senegal                                           | 4 – 3 (pro)                       | Itália                                 | Paradise Arena, Vitória                  |
| 19:00     | Mam. Diagne 1', 39' · Thiaw 20' (pen.) · Faye 26' | Relatório (BSWW) Relatório (FIFA) | Fazzini 15' · Zurlo 18' · Marchesi 21' | Público: 3 120 Árbitro: ARG Mariano Romo |

| 8 de maio | Brasil                                                                     | 6 – 0                             | Espanha | Paradise Arena, Vitória                      |
| 20:30     | Rodrigo 5', 6' · Benjamin Jr. 14' · Catarino 33' · Teleco 35' · Filipe 36' | Relatório (BSWW) Relatório (FIFA) |         | Público: 3 572 Árbitro: SLV Gonzalo Carballo |

### Semifinais
| 10 de maio | Bielorrússia                                             | 5 –2                              | Senegal                   | Paradise Arena, Vitória                   |
| 18:00      | Avgustov 3' · Bryshtel 15', 24' · Hapon 16' · Bokach 35' | Relatório (BSWW) Relatório (FIFA) | Fall 9' · Mam. Diagne 33' | Público: 3 356 Árbitro: JPN Yuichi Hatano |

| 10 de maio | Portugal                   | 2 – 4                             | Brasil                                                | Paradise Arena, Vitória                      |
| 19:30      | B. Lopes 8' · Lourenço 19' | Relatório (BSWW) Relatório (FIFA) | Thanger 13' · Filipe 16' · Rodrigo 28' · Catarino 32' | Público: 3 572 Árbitro: POL Łukasz Ostrowski |

### Terceiro lugar
| 11 de maio | Senegal              | 2 – 3                             | Portugal                                               | Paradise Arena, Vitória                  |
| 18:00      | Diatta 3' · Fall 31' | Relatório (BSWW) Relatório (FIFA) | Gadiaga 26' (g.c.) · Coimbra 32' · Lourenço 34' (pen.) | Público: 3 480 Árbitro: ARG Mariano Romo |

### Final
| 11 de maio | Bielorrússia                   | 3 – 4                             | Brasil                                     | Paradise Arena, Vitória                     |
| 19:30      | Novikau 7' · Bryshtel 29', 30' | Relatório (BSWW) Relatório (FIFA) | Lucão 2' · Rodrigo 13', 35' · Catarino 13' | Público: 3 572 Árbitro: URU Aecio Fernández |

### Premiação
| Copa do Mundo de Futebol de Areia de 2025               |
| Brasil                                                  |
| ------------------------------------------------------- |
| BRASIL Bicampeão (16.º título) (7.º título na era-FIFA) |

Individuais
| Bola de Ouro                | Bola de Prata               | Bola de Bronze       |
| --------------------------- | --------------------------- | -------------------- |
| BRA Rodrigo                 | BLR Ihar Bryshtel           | POR Bê Martins       |
| Chuteira de Ouro            | Chuteira de Prata           | Chuteira de Bronze   |
| BLR Ihar Bryshtel (11 gols) | POR André Lourenço (8 gols) | BRA Rodrigo (7 gols) |
| Luva de Ouro                | Prêmio Fair Play            | Prêmio Fair Play     |
| BLR Mikhail Avgustov        | Japão                       | Japão                |